# Villers-Sire-Nicole
Villers-Sire-Nicole ist eine französische Gemeinde im Département Nord in der Region Hauts-de-France. Sie gehört zum Kanton Maubeuge im Arrondissement Avesnes-sur-Helpe.

## Lage
Die Gemeinde Villers-Sire-Nicdole liegt an der Trouille an der Grenze zu Belgien, acht Kilometer nördlich von Maubeuge. Umgeben wird Villers-Sire-Nicole von den Nachbargemeinden Estinnes (Belgien) im Nordosten, Vieux-Reng im Osten und im Südosten, Bersillies im Südwesten, Bettignies im Westen und Quévy (Belgien) im Nordwesten. Die Bewohner nennen sich Villersois.

## Bevölkerungsentwicklung
| Jahr                       | 1962 | 1968 | 1975 | 1982 | 1990 | 1999 | 2006 | 2012 | 2021 |
| Einwohner                  | 1206 | 1179 | 1081 | 1029 | 1024 | 956  | 970  | 1000 | 1006 |
| Quellen: Cassini und INSEE |      |      |      |      |      |      |      |      |      |

## Sehenswürdigkeiten

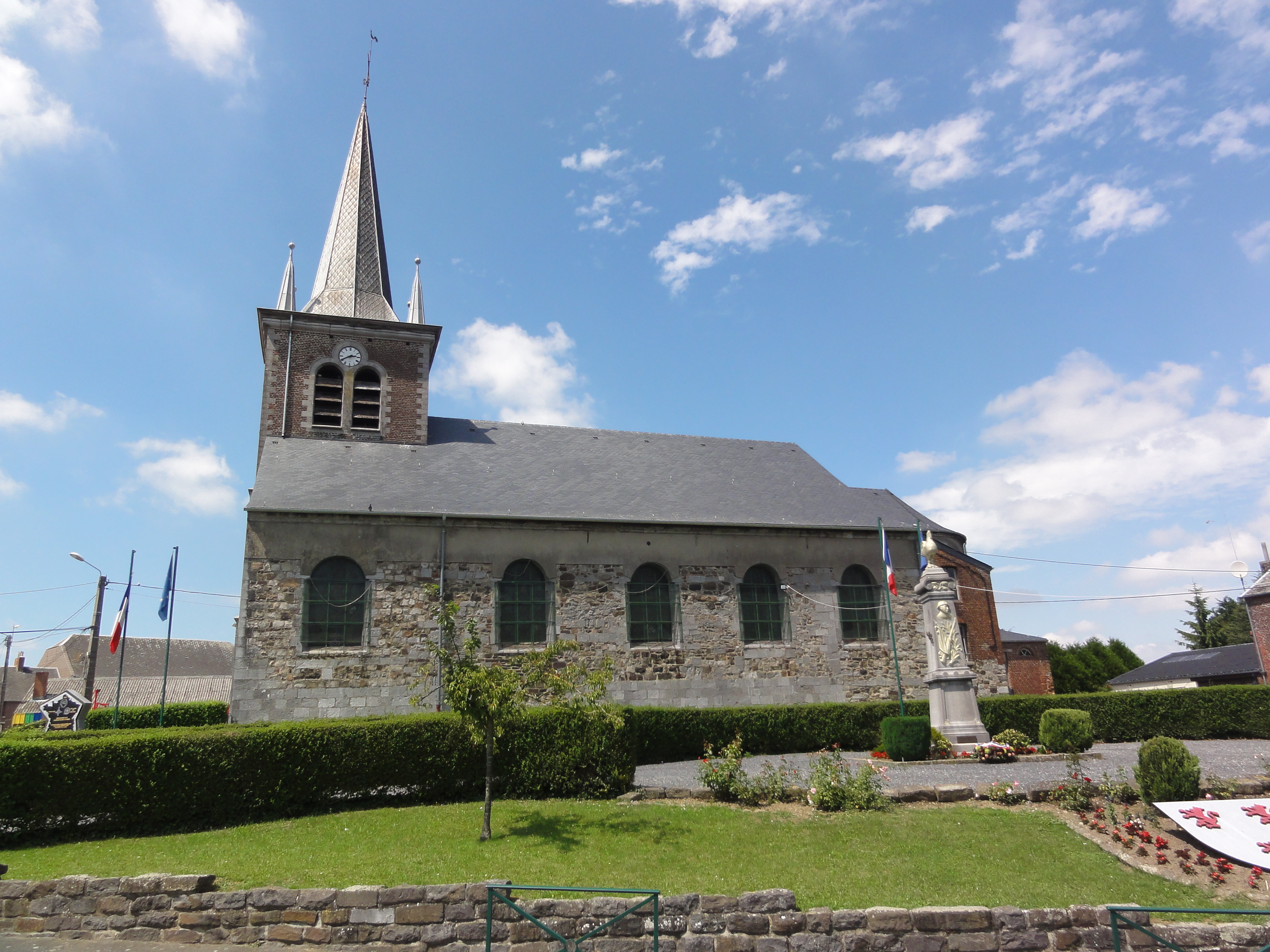
Kirche Saint-Martin
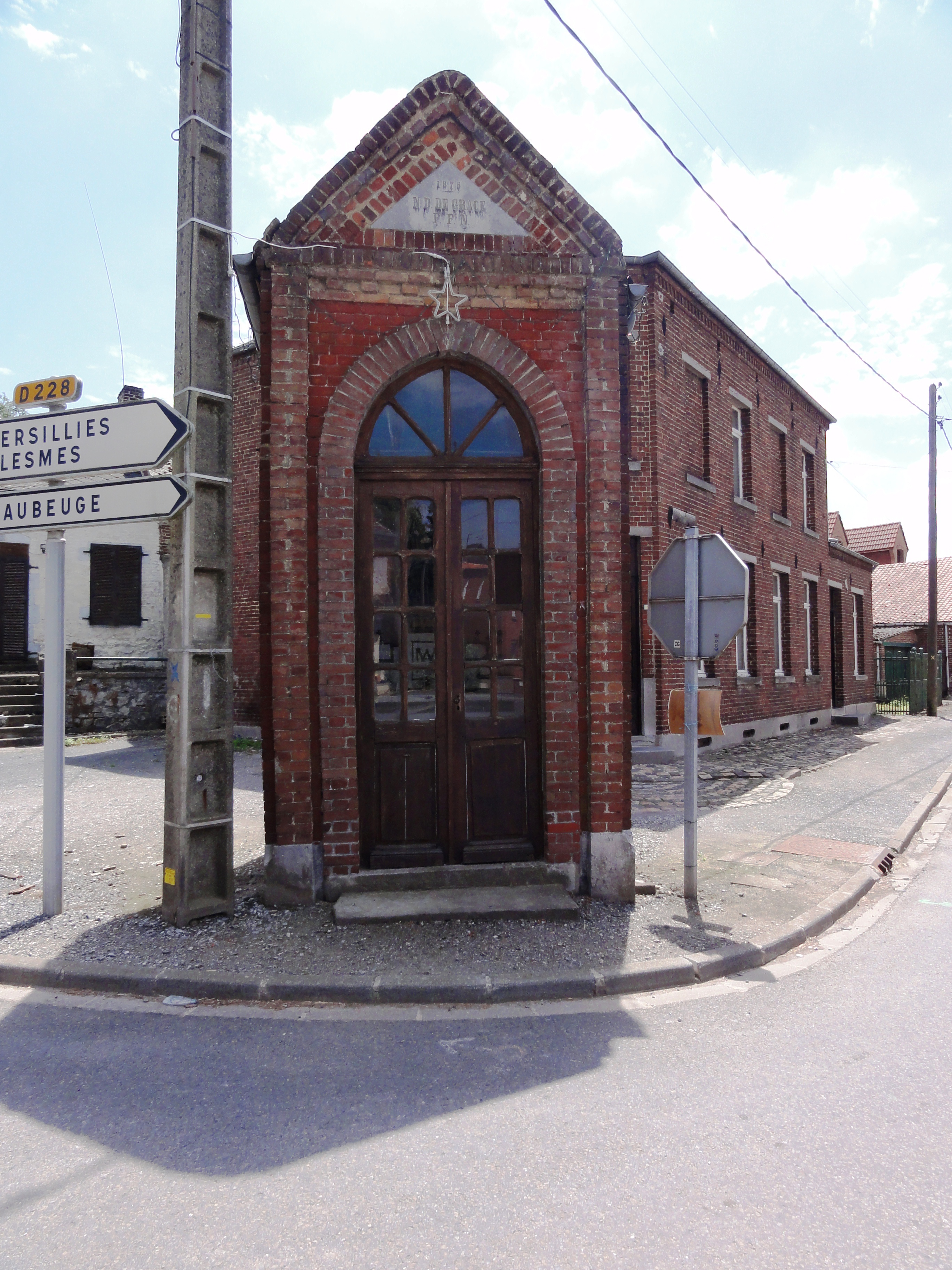
Oratorium Notre-Dame-de-Grâce
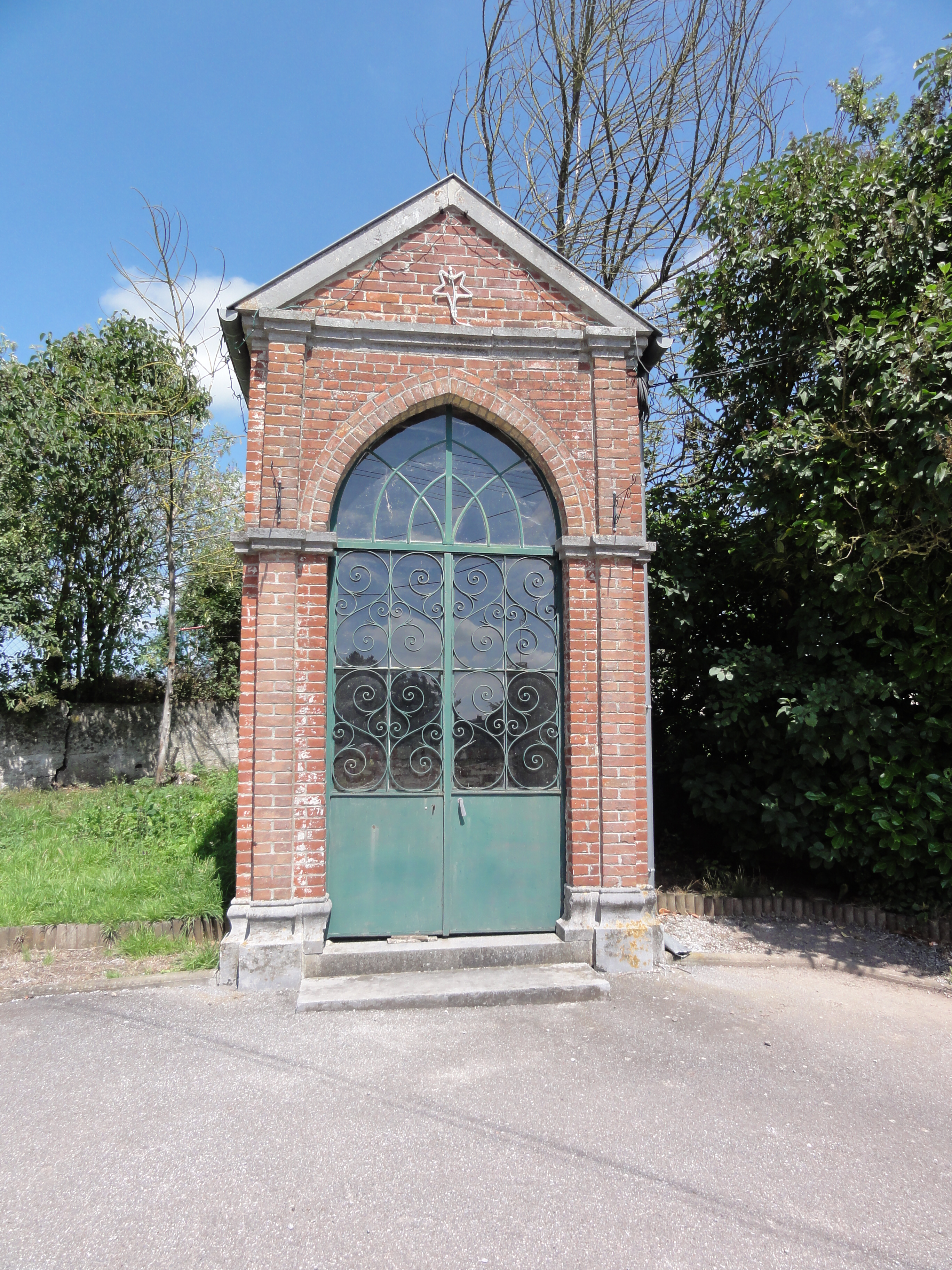
Oratorium an der Rue d’Havay
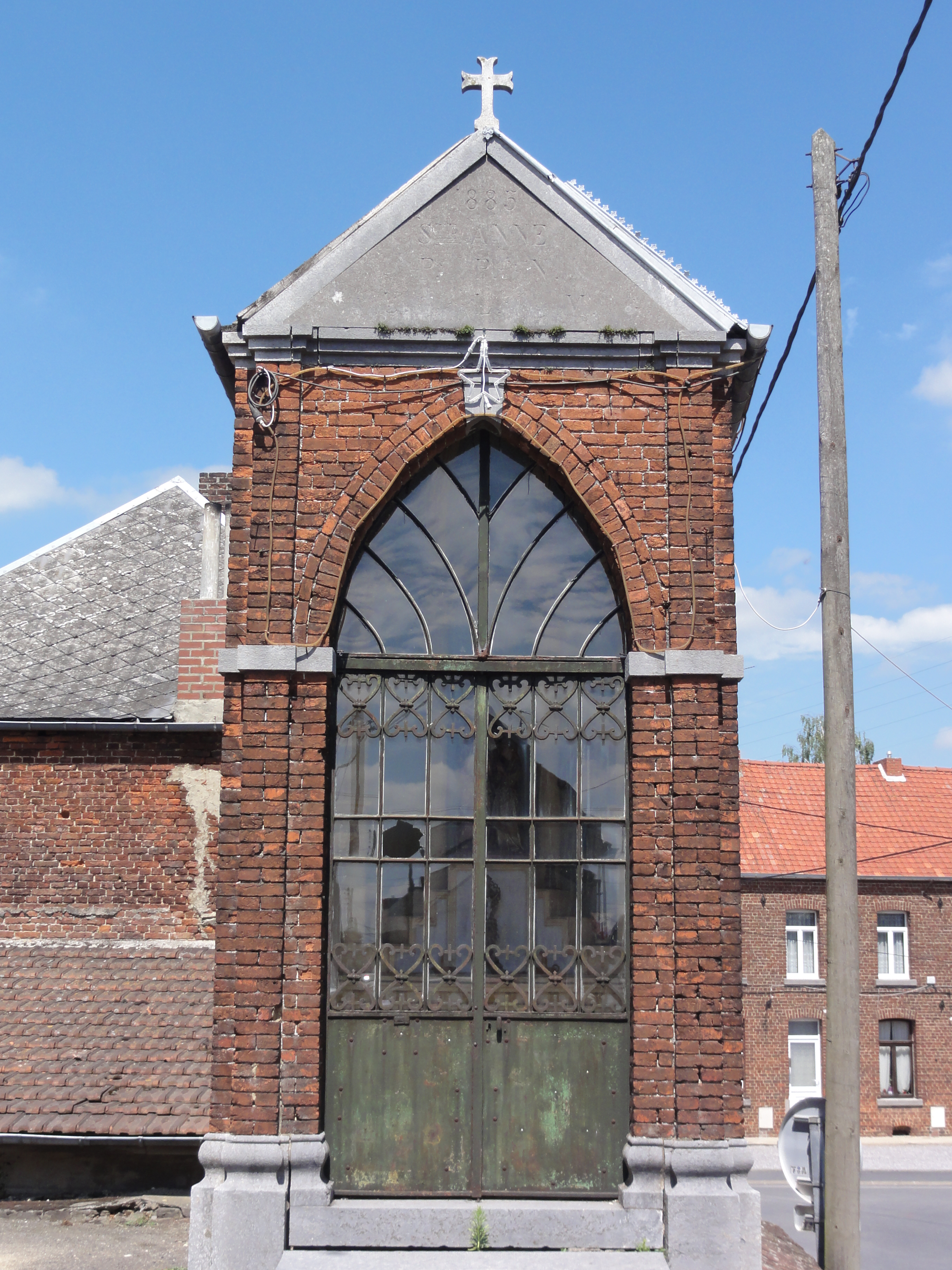
Oratorium an der Rue du Château
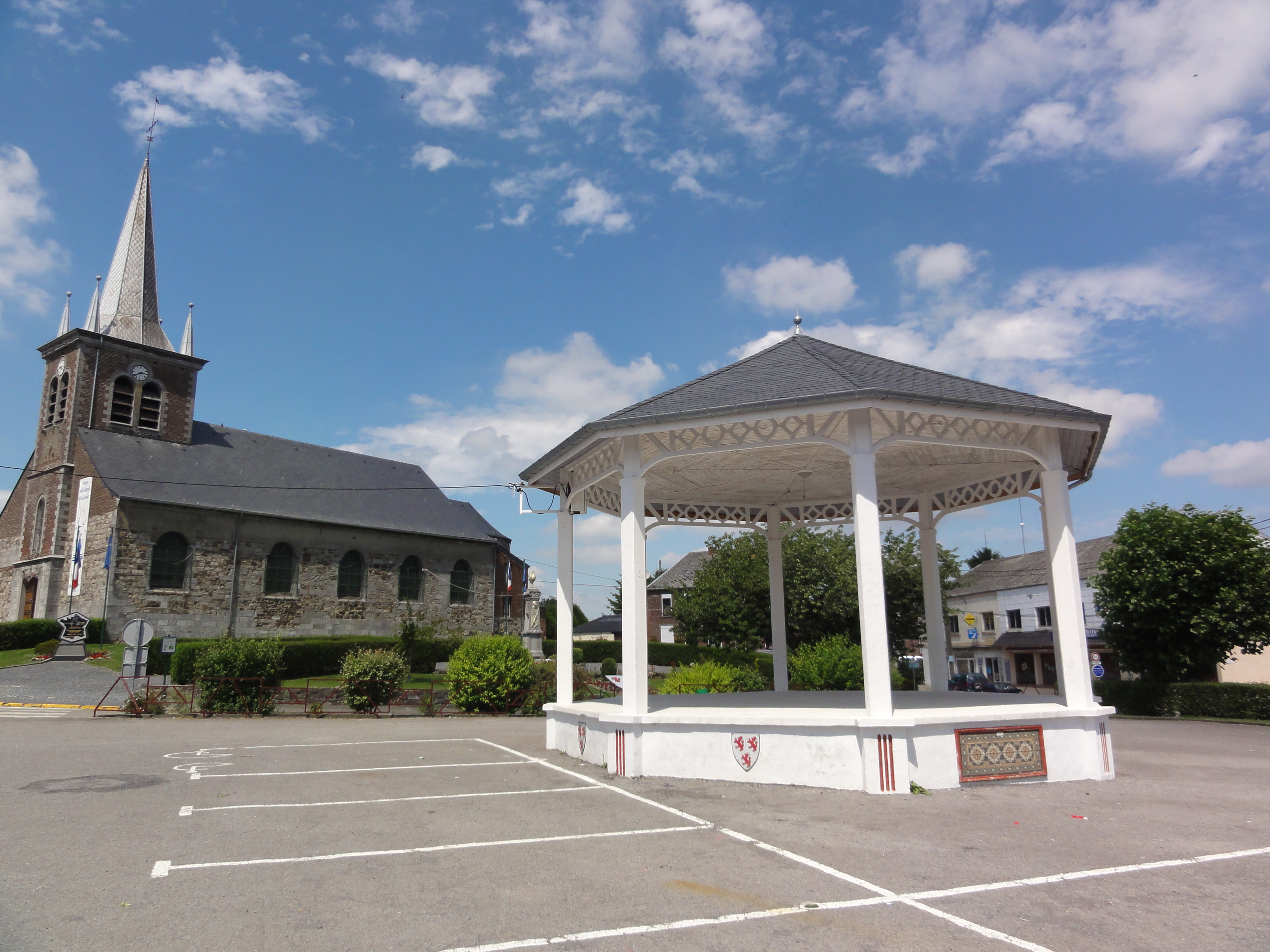
Musikpavillon
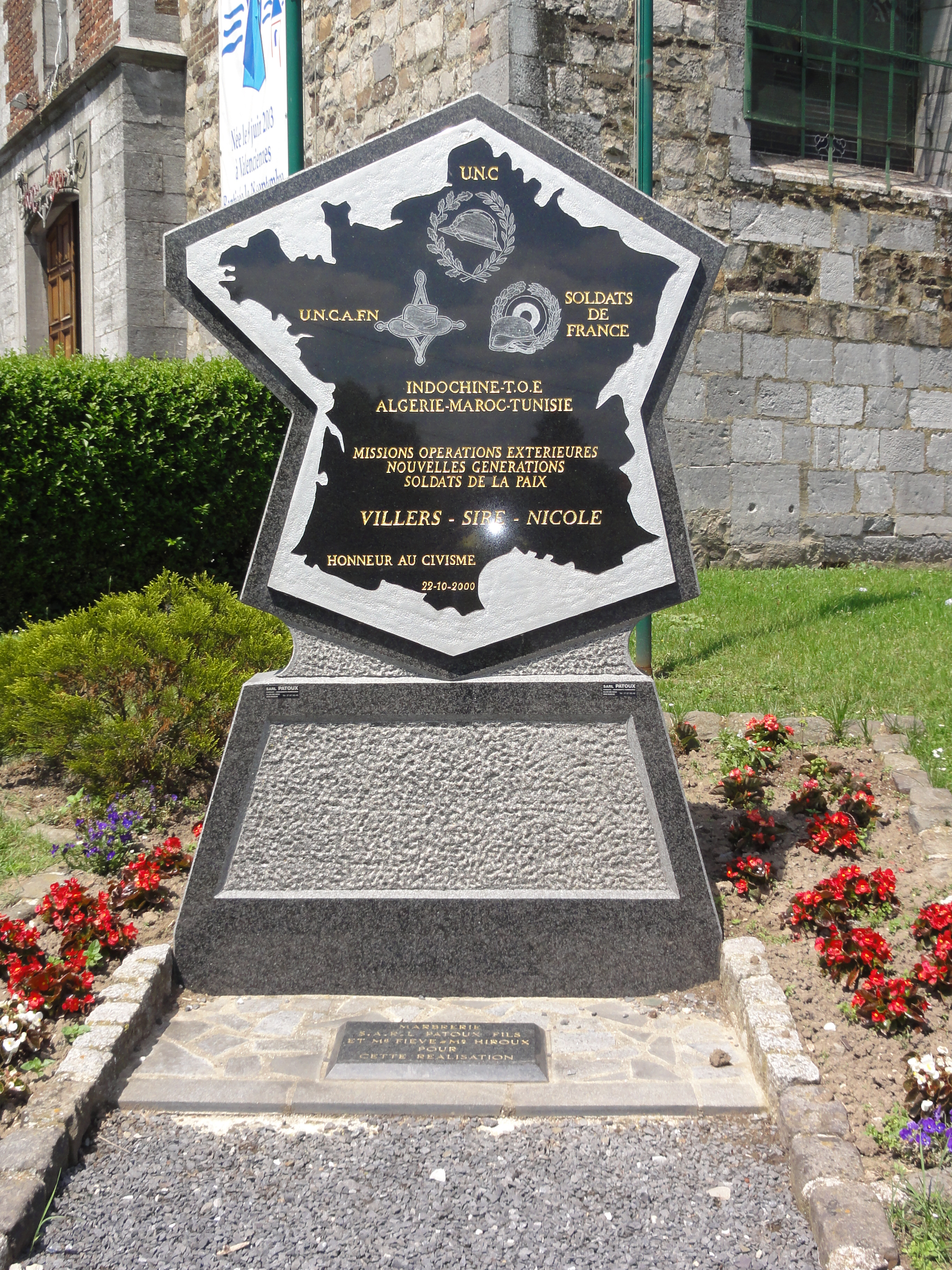
Friedensmahnmal
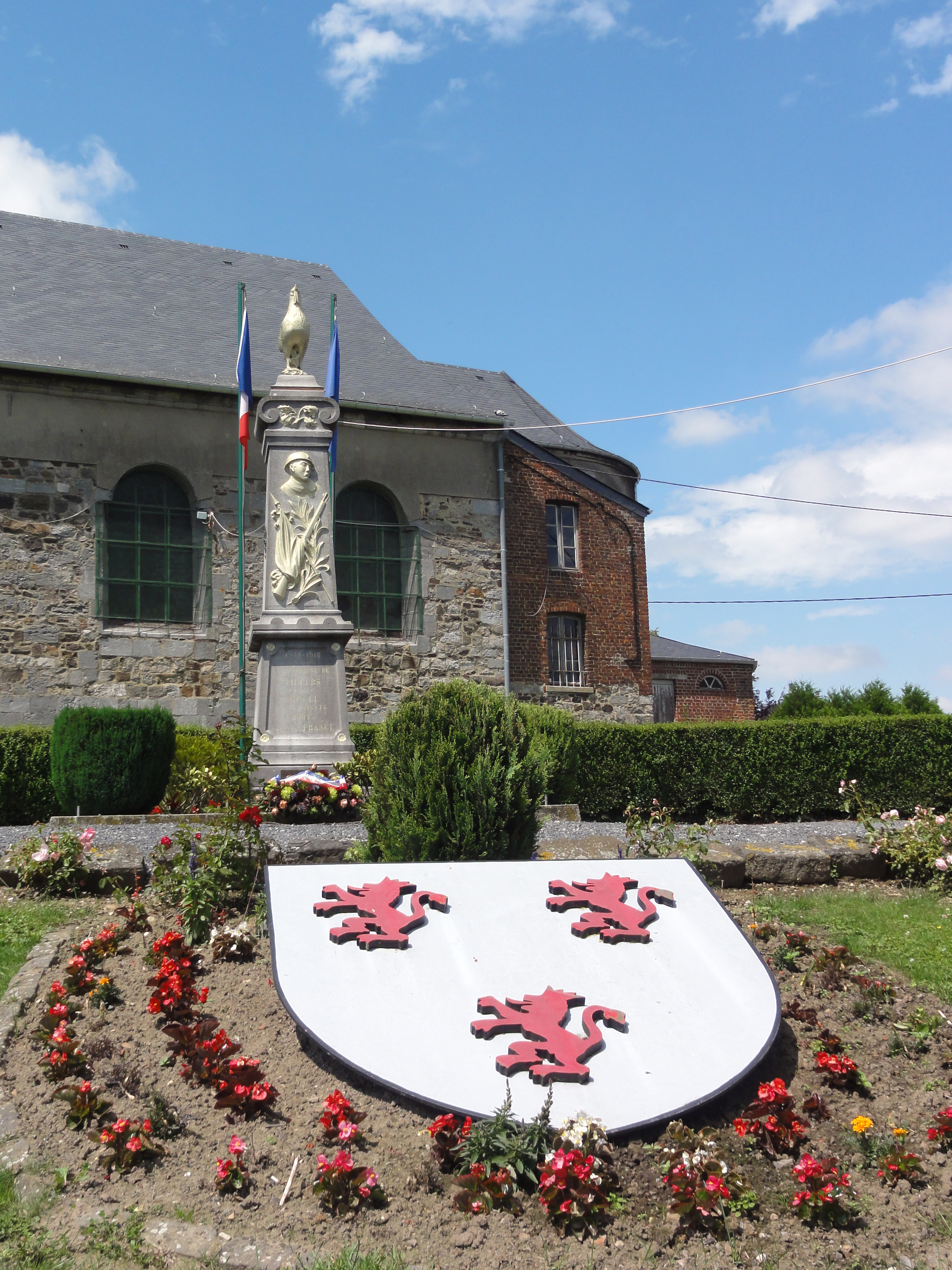
Gefallenendenkmal

- vier Oratorien
- Wasserturm

- Kirche Saint-Martin
- Oratorium Notre-Dame-de-Grâce
- Oratorium an der Rue d’Havay
- Oratorium an der Rue du Château
- Musikpavillon
- Friedensmahnmal
- Gefallenendenkmal

## Wirtschaft und Infrastruktur

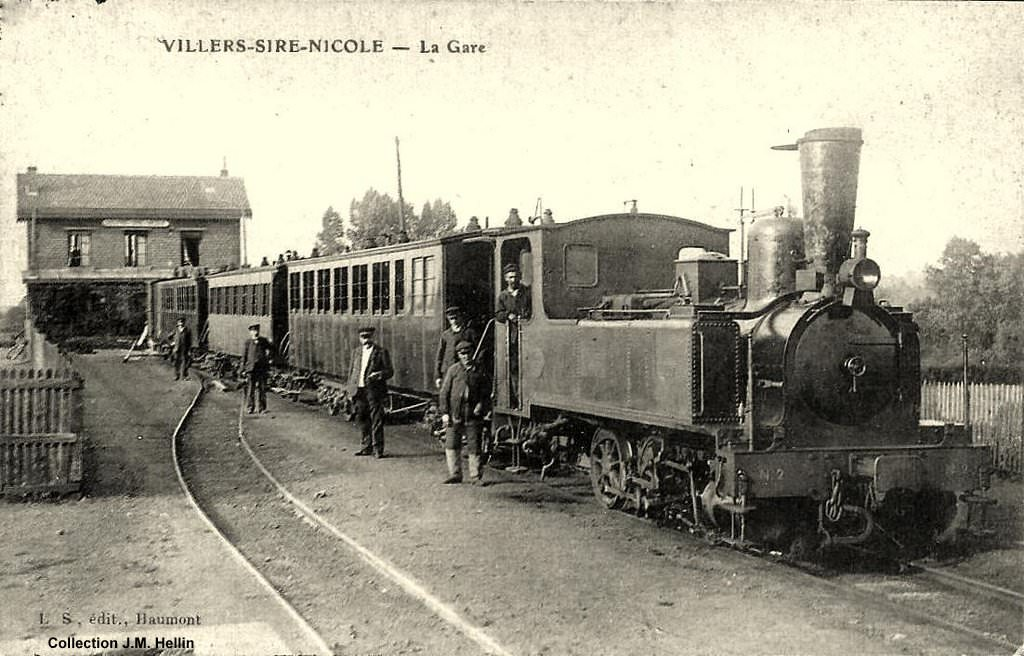
Ehemalige Endstation der 1896 bis 1951 betriebenen Bahnlinie Maubeuge–Villers-Sire-Nicole

In Villers-Sire-Nicole sind elf Landwirtschaftsbetriebe ansässig (Viehzucht, Getreide-, Hülsenfrucht- und Ölsaatenanbau). Darüber hinaus ist die Gemeinde ein kleines Zentrum des Hopfenanbaus.
In der westlichen Nachbargemeinde Bettignies besteht Anschluss an die französische Route nationale 2, im Osten unmittelbar hinter der Grenze Anschluss an die belgische Nationalstraße 40.

## Belege
1. ↑  Landwirtschaftsbetriebe auf annuaire-mairie.fr (französisch)
2. ↑  Ortsbeschreibung (französisch)